# Đại hội Thể thao Người khuyết tật Đông Nam Á 2001
Đại hội Thể thao Người khuyết tật Đông Nam Á lần thứ nhất là sự kiện thể thao được tổ chức ngay sau SEA Games 2001, dành cho các vận động viên khuyết tật. Kỳ đại hội này được tổ chức tại Kuala Lumpur, Malaysia từ ngày 25 đến 30 tháng 10. Các vận động viên đến từ 10 quốc gia Đông Nam Á. Đại hội, cũng giống như Paralympic, có các vận động viên là người mất khả năng di chuyển; đã mất tay, chân; khiếm thị và bại não.

## Bảng tổng sắp huy chương
Lưu ý
  *   Nước chủ nhà (Malaysia) 
| Hạng                | Đoàn                | Vàng | Bạc | Đồng | Tổng số |
| ------------------- | ------------------- | ---- | --- | ---- | ------- |
| 1                   | Malaysia (MAS)      | 143  | 136 | 92   | 371     |
| 2                   | Thái Lan (THA)      | 119  | 65  | 20   | 204     |
| 3                   | Myanmar (MYA)       | 36   | 18  | 17   | 71      |
| 4                   | Singapore (SIN)     | 16   | 9   | 12   | 37      |
| 5                   | Việt Nam (VIE)      | 11   | 5   | 6    | 22      |
| 6                   | Indonesia (INA)     | 6    | 5   | 7    | 18      |
| 7                   | Philippines (PHI)   | 5    | 6   | 10   | 21      |
| 8                   | Brunei (BRU)        | 4    | 2   | 7    | 13      |
| 9                   | Campuchia (CAM)     | 1    | 1   | 1    | 3       |
| 10                  | Lào (LAO)           | 0    | 0   | 0    | 0       |
| Tổng số (10 đơn vị) | Tổng số (10 đơn vị) | 341  | 247 | 172  | 760     |